# Пролапс

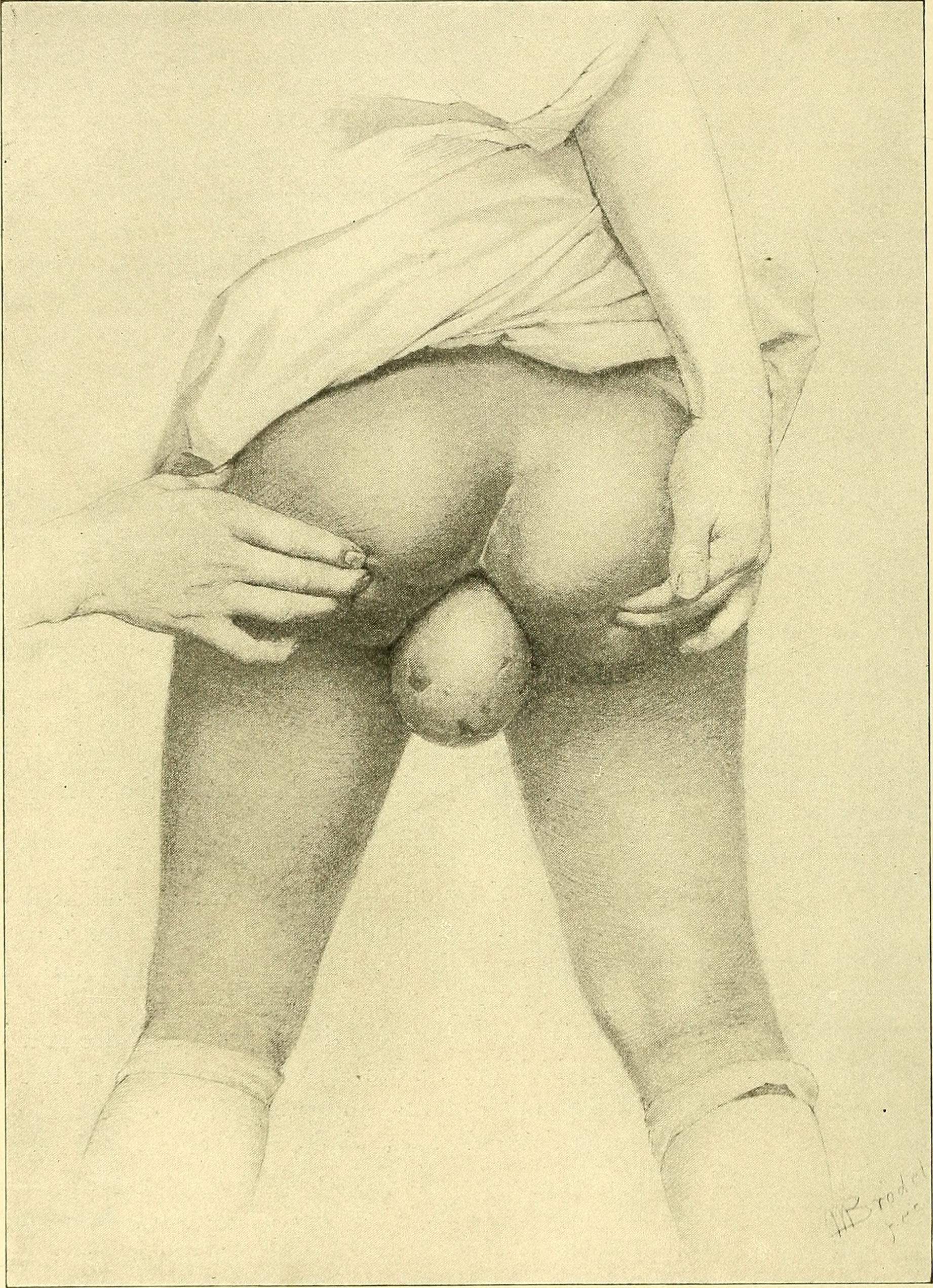
Пример гинекологического пролапса

Прола́пс (лат. prolapsus — «выпадение») — выпячивание органа или его части, не покрытой брюшиной, через естественные отверстия (например, выпадение матки через влагалище или прямой кишки через анус).

## Пролапс митрального клапана
Пролапс митрального клапана (ПМК) представляет собой болезнь клапана сердца и характеризуется провисанием створок митрального клапана в полость левого предсердия.

## Ректальный пролапс (выпадения прямой кишки)
Ректальный пролапс — состояние, при котором происходит частичное или полное выпадение ткани прямой кишки из ануса.

## Пролапс гениталий (опущение матки)
Выпадение матки (пролапс тазовых органов) характеризуется смещением женских тазовых органов из нормального положения во влагалище или наружу через влагалище.

## Пролапс пуповины
Выпадение пуповины происходит, когда пуповина выходит из матки вместе с предлежащей частью плода или раньше неё. Это относительно редкое заболевание, встречающееся менее чем в 1 % беременностей.